# Hind al-Husseini
Hind al-Husseini (en árabe: هند الحسيني‎; Jerusalén, 25 de abril de 1916-Jerusalén, 13 de septiembre de 1994) fue una educadora palestina famosa por rescatar a 55 niños huérfanos que había sobrevivido a la masacre de Deir Yassin y que habían sido llevados a Jerusalén y abandonados a su suerte. Husseini convirtió la mansión de su abuelo, Salim al-Husayni, en un orfanato para alojarlos y, posteriormente, en una escuela para dar educación a niños huérfanos y a otros niños de aldeas y ciudades palestinas. Husseini también se dedicó a reivindicar el papel de la mujer, estableció una universidad para mujeres y sirvió en el Sindicato Árabe de Mujeres.

## Infancia
Hind al-Husseini nació en Jerusalén en el seno de la importante familia de los Husseinis, y era prima del líder miliciano palestino Abd al-Qader al-Husseini. En los años treinta se unió a sindicatos de estudiantes y fue miembro de la Sociedad para la Solidaridad entre Mujeres. Completó sus estudios en Trabajo Social y se hizo educadora, convirtiéndose en la directora de una escuela de niñas de Jerusalén. Posteriormente, en los años cuarenta, fue la coordinadora del Sindicato Árabe de Mujeres.

## Orfanato
En abril de 1948, cerca de la Iglesia del Santo Sepulcro de Jerusalén, Husseini se encontró con un grupo de 55 niños. Debido a los riesgos de la guerra árabe-israelí en la que se encontraba inmersa la región, les dijo a los niños que volviesen a sus casas. Poco después, volvió al lugar y se encontró de nuevo con los niños. Uno de ellos le explicó que no tenía un hogar al que volver y que habían sobrevivido a la masacre de Deir Yassin, en la que paramilitares del Irgún habían asesinado a sus familias y quemado sus hogares.
Husseini dio cobijo a los niños en dos habitaciones que ella misma alquiló a la Sociedad para el Progreso del Trabajo Social, una organización benéfica encabezada por la propia Husseini. Ella los visitaba diariamente, les llevaba comida y los acompañaba. Temerosa por la seguridad de una Husseini que atravesaba a diario zonas de combate, la directora del convento de Sahyun la convenció de que se llevase a los niños a dicho convento. Poco después, las habitaciones en las que se habían alojado los niños fueron golpeadas por proyectiles.
Tras el alto el fuego, los niños fueron realojados en la mansión del abuelo de Hind al-Husseini. Dicha vivienda, que había sido construida en 1891 y en la que la propia Hind al-Husseini había nacido, fue rebautizada como Dar al-Tifl al-Arabi, la Casa de los Niños Árabes. Ella transformó la mansión en un orfanato que daba cobijo a los niños supervivientes. Husseini comenzó a recaudar dinero y recibió donaciones de todo el mundo. El orfanato creció y numerosos huérfanos de otras aldeas y ciudades recibieron su educación en él, incluidas dos niñas judías que no habían sido aceptadas en otras escuelas.
Excepto en lo referente a la guardería, la educación preescolar y los alumnos menores de 6 años, la escuela se convirtió en exclusivamente femenina en 1967. Hacia 1995, su alumnado estaba compuesto por unos 300 huérfanos, pero después de que se estableciese el bloqueo de la Franja de Gaza y de que los huérfanos gazatíes tuvieran que volver a sus hogares, su número de alumnos huérfanos se redujo drásticamente. A mediados de 2008, de 2.000 alumnos que tenía, solo 35 eran huérfanos.
Centrada en la educación de las mujeres, Husseini creó la Universidad Hind al-Husseini para mujeres en 1982. Por su labor social, Hind al-Husseini ha recibido numerosos reconocimientos, entre los que se cuentan el Jordan Globe Medallion por labor social (1983), el Jordan Globe Medallion por educación (1985) y el Medallón de Primer Grado alemán (1989).

## Película biográfica
La actriz Hiam Abbass representó a Husseini en la película Miral (2010), dirigida por Julian Schnabel. La película se centra en la vida y obra de Husseini desde la perspectiva de una de las huérfanas, la propia Miral, interpretada por Freida Pinto.

## Escuela Dar Al Tifl
La escuela Dar al-Tifl es una institución educativa y benéfica con numerosas ramas y actividades, siendo la más importante de ellas la Casa de los Niños Árabes de Jerusalén. Establecida el 25 de abril de 1948 por Hind al-Husseini, la fundación tuvo como objetivo inicial ayudar a los palestinos huérfanos y necesitados proporcionándoles cuidados, alojamiento, comida y entretenimiento. La Fundación se registró el 7 de julio de 1965 en el registro laboral del Ministerio de Asuntos Sociales de Jordania, en el que aparecía como una organización benéfica en manos de la Fundación Casa de los Niños Árabes. El 1 de enero de 2010 se registró como organización benéfica ante la Autoridad Nacional Palestina. 